# Modstandsbevægelsen på Fanø
Modstandsbevægelsen på Fanø under den tyske besættelsen af Danmark 1940-1945, startede i efteråret 1943, oprettede ventegrupper og samlede efterretninger om tyske forsvarsværker. Efter befrielsen opretholdt ventegrupperne orden indtil politiet igen kom til.

## Begyndelse
Først efter samarbejdspolitikkens sammenbrud i august 1943, opstod de første tanker om at danne en modstandsbevægelse på Fanø, dennes opgave var dels af fortsætte enkeltpersoners efterretninger om tyske forsvarsværker på øen og at danne ventegrupper, som kunne overtage administration og sørge for ro og orden ved befrielsen.
Ventegrupperne bestod af 24 mand, i grupper på 4-6 personer i hver, to af grupperne bestod af elever fra den danske flådes navigationsskole, ledet af en lærer på skolen.
Færgen til Fanø blev flere gange saboteret under krigen, første gang i september 1941, dette skete dog på foranledning af modstandsbevægelsen i Esbjerg, senere sabotage aktioner på Fanø var også typisk udført af modstandsfolk fra Esbjerg.

## Befrielsen
Ved befrielsen blev ventegrupperne sat ind som vagter ved gasværket, elværket, telefoncentralen og Fanøfærgen. I de første dage efter befrielsen blev der også arresteret flere tyske håndlangere, eller andre som havde samarbejdet med tyskerne.